# Il giuramento dei forzati
Il giuramento dei forzati (Passage to Marseille) è un film del 1944 diretto da Michael Curtiz che ha come interprete principale Humphrey Bogart.

## Trama
Scoppia la seconda guerra mondiale e alcuni prigionieri della Guyana francese evadono per andare ad arruolarsi. Dopo molte peripezie raggiungono l'Inghilterra e diventano piloti. Si distinguono tutti per coraggio e audacia, ma il migliore è un ex giornalista, finito alla Guyana per motivi politici.